# Mitternacht (1918)
Mitternacht ist ein stummer deutscher Detektivfilm aus dem Jahr 1918 von E. A. Dupont mit Max Landa und Reinhold Schünzel in den Hauptrollen.

## Handlung
Der Meisterdetektiv Max Landa schreibt an seinen alten Freund Harry einen Brief, in dem er von einem seiner interessanten Fälle berichtet.
Im Zentrum des Geschehens stand bei diesem Fall ein gemeinsamer Freund der beiden, der Reporter Dick Tillinghaft. Dieser habe ihn, Max, besucht und aufgeregt davon berichtet, dass die zweite Gattin des Generalstaatsanwalts Edmund Trevor tot in seinem geräumigen Geldschrank aufgefunden worden sei. Der Täter habe sie erstochen. Da die Polizei logischerweise von einem Verbrechen ausging, begann Landa daher gleich mit eigenen Ermittlungen. Neben dem Teil eines Brieföffners wurde am Tatort, im Safe, auch ein Ring mit den Initialen „D. G.“ gefunden. Weitere Schriftzeichen lauteten „Anacostia 1908“. Tatsächlich ergaben die Nachforschungen, dass es in der Militärakademie Anacostia einen  Korvettenkapitän namens Donald Gordon gab. Er war der Verlobte von Trevors Tochter Beatrice, die sich mit ihrer Stiefmutter nicht gut verstanden haben solle. Landa bekam heraus, dass die Tote an Gordon einen Brief abgeschickt und ihn um Mitternacht zu sich einbestellt hatte, also zu jenem Zeitpunkt, den die Polizei als Tatzeit festmachte. Während die Polizei vorschnell glaubte, in Gordon den Mörder gefasst zu haben, besaß Max Landa Zweifel.
Er wollte, so schreibt der Meisterdetektiv weiter, noch anderen Spuren nachgehen und stieß dabei bald auf Trevors Privatsekretär Alfred Clark, der sich merkwürdig verhielt und seit der Tatzeit über eine größere Geldsumme verfügte. Erst die Freundin Beatrices, die begehrte, junge Peggy MacAllister, brachte aber die Dinge ins Rollen. Die Vielumschwärmte bot sich demjenigen Mann zur Frau an, der ihr hülfe, die Unschuld Donald Gordons zu beweisen. Dick Tillinghaft war  an der schmucken jungen Dame interessiert und hing sich entsprechend in diesen Fall hinein. Er entdeckte im Tatraum das Anhängsel einer Uhr, die dem ominösen Graf Dorian Morny gehört. Doch auch diese Fährte sollte sich als falsch erweisen, wie Landa feststellen musste. Vielmehr fand er heraus, dass nur ein gewisser Alexander Graf Smyrnow die Tote ermordet haben kann. Dessen Motiv: er war der Vater des ersten Mannes der Ermordeten und gab Frau Trevor die Schuld am Tod seines Sohnes. Es kam deswegen zu einer heftigen Auseinandersetzung zwischen den beiden, die Frau Trevor nicht überlebte. Der Täter richtete sich am Ende selbst, und Dick durfte, obwohl er bei der Tätersuche rein theoretisch messerscharf danebenlag – nicht Morny, sondern Smyrnow war der Besitzer des Uhranhängsels –, Peggy zum Altar führen.

## Produktionsnotizen
Mitternacht entstand im Juni 1918, besaß fünf Akte und war 1690 Meter lang. Nach der Zensurvorlage im August 1918 erhielt der Streifen ein Jugendverbot. Die Uraufführung fand am 30. August 1918 in Berlins Tauentzienpalast statt.
Bei Anneliese Halbe handelte es sich um die Tochter von Max Halbe.

## Kritik
„Max Landa ist nicht mehr Joe Deebs, sondern er selbst. […] Daß er die grauenvollen Vorgänge mit einem Akkord des Humors ausklingen läßt, ist ein besonders feiner Zug und verrät seine besondere Note. Die Erregung des Publikums soll gemildert werden, damit von dem Eindruck des eben Erlebten die Schwere abfällt und befreites Aufatmen an dessen Stelle tritt. Sämtliche Rollen sind von besten Kräften besetzt. […] Alles in allem ein Detektivstück, das trotz des vielgebrauchten Themas eine hochinteressante Wirkung ausübt.“